# 費爾哈特·阿巴斯
費爾哈特·阿巴斯（阿拉伯语：‎，羅馬化：ʿAbbās Farḥāt；1899年10月24日—1985年12月23日），阿爾及利亞政治家、民族独立运动领袖、民族解放陣線（FLN）領袖，卡拜尔人，在1958年－1961年出任阿爾及利亞共和国临时政府首任總統。

## 傳記

### 民族解放陣線
1899年10月24日，費爾哈特·阿巴斯在阿爾及利亞吉傑勒省吉傑勒出生。父亲是政府文职穆斯林官员。阿巴斯在菲利普维尔（今斯基克达）、君士坦丁和阿尔及尔大学接受全面的法国教育。在法国军队服役两年后，到塞提夫当药剂师，先后当选塞提夫市议员和君士坦丁大议会议员。他主张与法国人合作，以废除殖民主义。1938年对法国人幻想破灭后，组织阿尔及利亚人民联盟，倡议阿尔及利亚人与法国人有同等权利并保存阿尔及利亚文化和语言。但第二次世界大战爆发时，阿巴斯仍参加法军医疗队。
1943年2月10日发表由阿巴斯起草的《阿尔及利亚人民宣言》，宣言递交法国人和在北非的殖民当局。宣言反应出阿巴斯立场的根本变化，他不仅谴责法国的殖民统治，而且号召实行自觉原则，要求制定阿尔及利亚宪法，使阿尔及利亚所有民族一律平等。5月，阿巴斯和一批同事共同起草宣言附件，提出建阿尔及利亚为主权国家，次附件于6月26日递交法国人，为法国总督拒绝接受后，要阿巴斯与工人领袖梅萨利·哈吉组织宣言与自由之友社，主张建立阿尔及利亚自治共和国，以及经过改造的，反殖民主义的法兰西联盟。后宣言与自由之友社被取缔，阿巴斯入狱一年。
1946年阿巴斯创建阿尔及利亚宣言民主联盟，鼓吹与法国合作建立阿尔及利亚国家，然而阿巴斯比较温和和妥协的尝试并未得到法国殖民部官员的响应。1954年，推翻法國殖民統治的阿爾及利亞戰爭爆發不久，阿巴斯逃到开罗，加入了民族解放陣線（FLN）。阿巴斯的溫和民族主義立場為西方國家所接受。在西方國家支持下，1958年9月18日，阿巴斯成為流亡政府“阿爾及利亞共和國臨時政府”（GPRA）的總統。1961年，他辞职把总统位子让给本·優素福·本·赫達。由于巴基斯坦对阿尔及利亚的支持，他这时持有巴基斯坦护照。

### 阿爾及利亞獨立後
1962年3月19日，阿爾及利亞戰爭結束，法國殖民統治結束。7月5日阿爾及利亞独立，9月25日阿巴斯当选阿爾及利亞制宪会议主席。虽然他与由社会主义革命者组成的民族解放陣線形成政治联盟，但仍然反对国会和立宪的制度。1963年8月因民族解放阵线不经议会自行起草一党制宪法，他辞去制宪会议主席职务以示抗议，为此被民族解放阵线开除出党。1964年，因反对本·貝拉总统被软禁，翌年获释。1976-1979他再次被软禁，直到胡阿里·布迈丁去世之后他才被放出来。尽管如此，作为国家历史上的重要人物，他仍在1984年获得抗战勋章，一年后他逝世。著有《民族之夜》（1962），描述阿爾及利亞独立战争。其他著作有《青年阿爾及利亞人：从殖民地到一省》（1932）、《一场战争的剖析》（1980）。